# Desmoscolex bathybius
Desmoscolex bathybius är en rundmaskart som beskrevs av Timm 1970. Desmoscolex bathybius ingår i släktet Desmoscolex och familjen Desmoscolecidae. Inga underarter finns listade i Catalogue of Life.